# 11515 Oshijyo
11515 Oshijyo este un asteroid din centura principală de asteroizi.

## Descriere
11515 Oshijyo este un asteroid din centura principală de asteroizi. A fost descoperit pe 12 februarie 1991 la Yorii de Masaru Arai și Hiroshi Mori. Asteroidul prezintă o orbită caracterizată de o semiaxă mare de 3,15 ua, o excentricitate de 0,09 și o înclinație de 7,9° în raport cu ecliptica.